# 사키나 재프리
사키나 재프리(Sakina Jaffrey, 1962년 2월 14일 ~ )는 미국의 배우이다.

## 출연 작품
- 비홀드 마이 하트 (2018)
- 레드 스패로 (2018)
- 더 마이어로위츠 스토리스 (2017)
- 클레어 인 모션 (2016)
- 타임리스 (2016)
- 하우스 오브 카드 시즌2 (2014)
- 하우스 오브 카드 시즌1 (2013)
- 도미노 이펙트 (2012)
- 브레이크어웨이 (2011)
- 악마가 너의 죽음을 알기 전에 (2007)
- 나의 특별한 사랑 이야기 (2007)
- 내니 다이어리 (2007)
- 히어로즈 (2006)
- 웨어 갓 레프트 히스 슈즈 (2006)
- 맨츄리안 켄디데이트 (2004)
- 레이징 헬렌 (2004)
- 구루 (2002)
- 찰리의 진실 (2002)
- 코튼 마리 (1999)
- 인도식 팝콘 (1999)
- 데이라잇 (1996)
- 리틀 인디언 (1995)
- 법과 질서 (1990)